# California (Maroon 5)
California è un singolo del gruppo musicale statunitense Maroon 5, pubblicato il 21 luglio 2025 come terzo estratto dall'ottavo album in studio dei Maroon 5 Love Is Like.

## Tracce
1. California – 2:16